# コディーノ
コディーノ（欧字名:Codino、2010年2月15日 - 2014年6月11日）は、日本の競走馬。主な勝ち鞍に2012年の札幌2歳ステークス、東京スポーツ杯2歳ステークス。
馬名の意味はイタリア語で「辮髪（べんぱつ）」で、日本中央競馬会に登録された馬名意味としては「弁髪（伊）。有名サッカー選手の愛称」となっている。この愛称を持つ選手は元サッカーイタリア代表選手・ロベルト・バッジョであるが、朝日新聞の森本類によれば馬名意味の説明にも字数制限があり、このような説明不足の感のある馬名意味になったという。

## 経歴
- 特記事項なき場合、本節の出典はJBISサーチ[4]

2012年8月12日、札幌競馬場での2歳新馬戦でデビューし、1着。続く2戦目の札幌2歳ステークスでは、4番手からの競馬を制して重賞初制覇。3戦目となる11月17日の東京スポーツ杯2歳ステークスでも、後方から進出してきた同じ藤沢和雄厩舎のレッドレイヴンを退けて1分46秒0のレコードタイムで優勝した。3戦無敗、単勝1.3倍の1番人気で臨んだ12月16日の朝日杯フューチュリティステークスでは、最後の直線で先に抜け出したロゴタイプとの追い比べになるも、2着に終わった。
3歳を迎え、緒戦の弥生賞は2番人気に推されるもカミノタサハラ、ミヤジタイガに続く3着。続く皐月賞はスタート後にラブリーデイに寄られるなどスムーズなレースが出来ず3着。東京優駿の最終追い切りでは「左回りの調教場」ということで美浦トレーニングセンターではなく東京競馬場芝コースで行われ、ルルーシュとの併せ馬で追い切られた。東京優駿9着のあと秋初戦の毎日王冠以降は古馬と対戦し、毎日王冠7着のあと天皇賞 (秋)でも5着に終わり休養。4歳時は初戦東京新聞杯、2戦目ダービー卿チャレンジトロフィーともに1番人気に推されるも4着、5着に終わる。その後、5月16日に疝痛を発症して美浦トレーニングセンターで腸を約1メートル切除する開腹手術を受けたのち、6月に入って発熱により容体が不安定となり6月11日に安楽死処分となった。

## 競走成績
以下の内容は、JBISサーチおよびnetkeiba.comに基づく。
| 競走日     | 競馬場 | 競走名                  | 格   | 距離（馬場）  | 頭 数 | 枠 番 | 馬 番 | オッズ （人気） | 着順 | タイム （上り3F） | 着差 | 騎手            | 斤量(kg) | 1着馬（2着馬）       | 馬体重(kg) |
| ---------- | ------ | ----------------------- | ---- | ------------- | ----- | ----- | ----- | --------------- | ---- | ----------------- | ---- | --------------- | -------- | -------------------- | ---------- |
| 2012.08.12 | 札幌   | 2歳新馬                 |      | 芝1800m（良） | 7     | 2     | 2     | 01.4（1人）     | 1着  | R1:52.9（33.7）   | -0.4 | 横山典弘        | 54       | （ダンツアトラス）   | 470        |
| 0000.09.01 | 札幌   | 札幌2歳S                | GIII | 芝1800m（良） | 14    | 3     | 3     | 04.1（3人）     | 1着  | R1:48.5（34.6）   | -0.6 | 横山典弘        | 54       | （ラウンドワールド） | 474        |
| 0000.11.17 | 東京   | 東京スポーツ杯2歳S      | GIII | 芝1800m（良） | 15    | 1     | 1     | 01.9（1人）     | 1着  | R1:46.0（34.0）   | -0.3 | 横山典弘        | 55       | （レッドレイヴン）   | 474        |
| 0000.12.16 | 中山   | 朝日杯フューチュリティS | GI   | 芝1600m（良） | 16    | 1     | 1     | 01.3（1人）     | 2着  | R1:33.4（36.0）   | -0.0 | 横山典弘        | 55       | ロゴタイプ           | 476        |
| 2013.03.03 | 中山   | 弥生賞                  | GII  | 芝2000m（良） | 12    | 3     | 3     | 02.6（2人）     | 3着  | R2:01.0（34.9）   | -0.0 | 横山典弘        | 56       | カミノタサハラ       | 484        |
| 0000.04.14 | 中山   | 皐月賞                  | GI   | 芝2000m（良） | 18    | 6     | 12    | 04.4（3人）     | 3着  | R1:58.3（35.8）   | -0.3 | 横山典弘        | 57       | ロゴタイプ           | 478        |
| 0000.05.26 | 東京   | 東京優駿                | GI   | 芝2400m（良） | 18    | 1     | 2     | 07.6（4人）     | 9着  | R2:24.8（34.5）   | -0.5 | C. ウィリアムズ | 57       | キズナ               | 472        |
| 0000.10.06 | 東京   | 毎日王冠                | GII  | 芝1800m（良） | 11    | 7     | 9     | 05.2（2人）     | 7着  | R1:47.2（32.7）   | -0.5 | 四位洋文        | 54       | エイシンフラッシュ   | 490        |
| 0000.10.27 | 東京   | 天皇賞（秋）            | GI   | 芝2000m（良） | 17    | 1     | 1     | 14.9（4人）     | 5着  | R1:58.8（36.1）   | -1.3 | U. リスポリ     | 56       | ジャスタウェイ       | 482        |
| 2014.02.17 | 東京   | 東京新聞杯              | GIII | 芝1600m（重） | 14    | 7     | 13    | 04.2（1人）     | 4着  | R1:33.4（34.8）   | -0.2 | U. リスポリ     | 56       | ホエールキャプチャ   | 490        |
| 0000.04.06 | 中山   | ダービー卿チャレンジT   | GIII | 芝1600m（稍） | 16    | 3     | 5     | 03.7（1人）     | 5着  | R1:34.8（36.4）   | -0.2 | 北村宏司        | 57       | カレンブラックヒル   | 484        |

- タイム欄のRはレコード勝ちを示す。

## 血統表
| コディーノの血統（*印は海外産の日本輸入馬） | コディーノの血統（*印は海外産の日本輸入馬） | コディーノの血統（*印は海外産の日本輸入馬） | （血統表の出典）             | （血統表の出典）  |
| 父系                                        | ミスタープロスペクター系                    | ミスタープロスペクター系                    | ミスタープロスペクター系     | [ § 2 ]           |
| 父 キングカメハメハ 2001 鹿毛               | 父の父Kingmambo 1990 鹿毛                   | Mr. Prospector                              | Raise a Native               | Raise a Native    |
| 父 キングカメハメハ 2001 鹿毛               | 父の父Kingmambo 1990 鹿毛                   | Mr. Prospector                              | Gold Digger                  |                   |
| 父 キングカメハメハ 2001 鹿毛               | 父の父Kingmambo 1990 鹿毛                   | Miesque                                     | Nureyev                      | Nureyev           |
| 父 キングカメハメハ 2001 鹿毛               | 父の父Kingmambo 1990 鹿毛                   | Miesque                                     | Pasadoble                    |                   |
| 父 キングカメハメハ 2001 鹿毛               | 父の母*マンファス 1991 黒鹿毛               | *ラストタイクーン                           | *トライマイベスト            | *トライマイベスト |
| 父 キングカメハメハ 2001 鹿毛               | 父の母*マンファス 1991 黒鹿毛               | *ラストタイクーン                           | Mill Princess                |                   |
| 父 キングカメハメハ 2001 鹿毛               | 父の母*マンファス 1991 黒鹿毛               | Pilot Bird                                  | Blakeney                     | Blakeney          |
| 父 キングカメハメハ 2001 鹿毛               | 父の母*マンファス 1991 黒鹿毛               | Pilot Bird                                  | The Dancer                   |                   |
| 母 ハッピーパス 1998 鹿毛                   | 母の父*サンデーサイレンス 1986 青鹿毛       | Halo                                        | Hail to Reason               | Hail to Reason    |
| 母 ハッピーパス 1998 鹿毛                   | 母の父*サンデーサイレンス 1986 青鹿毛       | Halo                                        | Cosmah                       |                   |
| 母 ハッピーパス 1998 鹿毛                   | 母の父*サンデーサイレンス 1986 青鹿毛       | Wishing Well                                | Understanding                | Understanding     |
| 母 ハッピーパス 1998 鹿毛                   | 母の父*サンデーサイレンス 1986 青鹿毛       | Wishing Well                                | Mountain Flower              |                   |
| 母 ハッピーパス 1998 鹿毛                   | 母の母*ハッピートレイルズ 1984 鹿毛         | *ポッセ                                     | Forli                        | Forli             |
| 母 ハッピーパス 1998 鹿毛                   | 母の母*ハッピートレイルズ 1984 鹿毛         | *ポッセ                                     | In Hot Pursuit               |                   |
| 母 ハッピーパス 1998 鹿毛                   | 母の母*ハッピートレイルズ 1984 鹿毛         | *ロイコン                                   | High Top                     | High Top          |
| 母 ハッピーパス 1998 鹿毛                   | 母の母*ハッピートレイルズ 1984 鹿毛         | *ロイコン                                   | Madelon                      |                   |
| 母系(F-No.)                                 | ハッピートレイルズ系(FN:4-d)                | ハッピートレイルズ系(FN:4-d)                | ハッピートレイルズ系(FN:4-d) | [ § 3 ]           |
| 5代内の近親交配                             | Northern Dancer 5×5=6.25%                   | Northern Dancer 5×5=6.25%                   | Northern Dancer 5×5=6.25%    | [ § 4 ]           |
| 出典                                        | 1. 2. 3. 4.                                 | 1. 2. 3. 4.                                 | 1. 2. 3. 4.                  | 1. 2. 3. 4.       |

- 母は2003年京都牝馬ステークス勝ち馬。
- 全妹にチェッキーノ（フローラステークス）、その産駒にノッキングポイント（新潟記念）、チェルヴィニア（優駿牝馬、アルテミスステークス）[14]。
- 半姉パストフォリアの産駒にサブライムアンセム（フィリーズレビュー）[14]。
- 母の半姉にシンコウラブリイ（マイルチャンピオンシップほか）[14]。